# El Carrascal (Mas de Barberans)
El Carrascal és un nucli de població de Mas de Barberans (Montsià) inclòs en l'Inventari del Patrimoni Arquitectònic de Catalunya.

## Descripció
El Carrascal està situat entre el Mas de Barberans i la Sénia, a uns 5 o 6 km del primer. Aquest antic veïnat tenia unes 10 construccions (4 habitacles) i el traçat d'uns 4 carrers, però en l'actualitat es redueix a dos masos en ús i dependències, més una ermita sense culte.
L'edifici més important, antic molí d'oli (el qual encara es conserva a l'interior), és una obra de maçoneria ordinària, amb carreus ben escairats a les cantonades i les obertures principals. Consta de planta baixa, pis i golfes obertes, amb un característic contrafort a la façana principal, i és coberta amb una teulada a doble vessant, amb el carener paral·lel a la façana principal.
Té al davant mateix un altre edifici i diversos corrals. El separa de l'altre mas la capella, petit edifici d'una nau, situat al mig de la plaça, cobert amb teulada a doble vessant i fet amb fàbrica de mamposteria ordinària.
L'altre mas, de planta baixa i primer pis, tancat per un corral, guarda a l'interior un antic molí de barra o "ginch" i un característic forn de pa amb un curiós fumeral. És de mamposteria amb àngles de carreus i coberta de teula a una vertent, amb un altre edifici annex que és cobert per una teulada a dues vessants.

## Història
El carrascal és una masada (o conjunt de masos) amb història pròpia que es remunta a l'edat mitjana. El lloc té carta de població de l'any 1252, com a establiment de caràcter agrari, i així es mantingué habitada fins al segle xix quan, segons els actuals masovers, en ésser portada l'aigüa al Mas de Barberans, la puixança de la població veïna feu anar definitivament a menys el veinat.
A l'edifici-molí, el més important, llegim a la llinda del portal : "año 1819". La capella, construïda per iniciativa particular a partir de les dues finques, és també del segle xix i actualment es troba buida.
Al fogatge de 1568 el lloc consta com a despoblat.